# Зеленцов, Виктор Владимирович
Ви́ктор Влади́мирович Зеленцо́в (13 [26] августа 1910, пос. Аша ныне город Челябинской области — 20 июля 1978, Москва) — советский военный лётчик, Герой Советского Союза (7 апреля 1940), генерал-майор авиации (1949).

## Биография
Родился 13 (26) августа 1910 года в посёлке Аша ныне город Челябинской области. Русский. В 1925 году окончил 6 классов школы. Работал учеником-слесарем в посёлке Симский Завод (Ашинский район). В 1928 году окончил школу ФЗУ, работал слесарем на металлургическом заводе в городе Аша.
В Красной Армии с января 1929 года. В декабре 1929 года окончил Вольскую военно-теоретическую школу лётчиков, в июле 1931 года — 3-ю Оренбургскую военную школу лётчиков и летнабов имени К. Е. Ворошилова. Служил в 9-й истребительной авиационной эскадрилье в Белорусском военном округе младшим лётчиком, с октября 1933 — старший лётчик 33-й истребительной авиационной эскадрилье там же, с октября 1935 — командир 30-й истребительной авиационной эскадрильи. С июня 1938 года исполнял должность командира 15-го истребительного авиационного полка имени Ф. Э. Дзержинского (в посёлке Улла Витебской области).
В июле 1938 года на основании необоснованных обвинений (две тёти жены проживали в Венгрии, был знаком с И. П. Уборевичем) уволен из армии. Работал командиром звена санитарной авиации ГВФ в Уфе. С апреля 1939 года вновь в армии.
С апреля 1939 года служил командиром авиаэскадрильи 34-го истребительного авиационного полка в Московском военном округе, с июня — командиром эскадрильи в 41-м скоростном бомбардировочном авиаполку АОН-1. С сентября 1939 года — командир 68-го истребительного авиационного полка (в городе Пушкин (ныне — в черте Санкт-Петербурга)).
Участник советско-финляндской войны 1939—1940 годов в должности командира 68-го истребительного авиационного полка. Полк воевал в составе ВВС 13-й армии, совершил 1.220 самолёто-вылетов, в воздушных боях и штурмовых действиях по аэродромам уничтожил 47 самолётов противника. Командир полка лично совершил 30 боевых вылетов на истребителях И-153 и И-16. За умелое руководство боевыми действиями авиационного полка, личное мужество и героизм Указом Президиума Верховного Совета СССР от 7 апреля 1940 года майору Зеленцову Виктору Владимировичу присвоено звание Героя Советского Союза с вручением ордена Ленина и медали «Золотая Звезда» (№ 81).
После окончания советско-финляндской войны продолжал командовать полком, перебазированным в город Тбилиси. С августа по декабрь 1940 года — командир 44-й истребительной авиационной дивизии (в городе Умань ныне Черкасской области, Украина). В марте 1941 года окончил Курсы усовершенствования начальствующего состава при Военной академии имени М. В. Фрунзе. С мая 1941 года — командир 36-й истребительной авиационной дивизии ВВС Киевского Особого военного округа (штаб дивизии в Киеве).
Участник Великой Отечественной войны: в июне-ноябре 1941 — командир 36-й истребительной авиационной дивизии ПВО ВВС Юго-Западного фронта. Участвовал в обороне Киева, оборонительных боях за города Харьков и Валуйки. В ноябре 1941 — январе 1942 года — исполняющий должность командующего 20-й резервной армии (не участвовавшей в боевых действиях).
В январе-сентябре 1942 года вновь командовал 36-й истребительной авиационной дивизией ПВО, к тому времени переданной в Ряжско-Тамбовский дивизионный район ПВО. В сентябре 1942-июне 1943 — заместитель командира 6-го истребительного авиационного корпуса ПВО (Московский фронт ПВО). В августе 1943-июне 1944 — снова командир 36-й истребительной авиационной дивизии ПВО (передана в Орловский дивизионный район ПВО). Находясь в ближнем тылу, дивизия под командованием В. В. Зеленцова вела напряжённую боевую работу, защищая тыл и коммуникации действующей армии от ударов немецкой авиации. Её летчиками за это время выполнено свыше 20 000 боевых вылетов, сбито 173 немецких самолёта.
С июля 1944 года — командир 125-й истребительной авиационной дивизии ПВО на Северном и Западном фронтах ПВО. 26 июля 1944 года при бомбёжке города Вильнюс (Литва) был ранен в голову и контужен. Участвовал в Курской битве и освобождении Прибалтики. Части под его командованием прикрывали с воздуха города Елец, Тамбов, Мичуринск, Липецк, Орёл, Брянск, Унеча, Гомель и Мозырь, города Прибалтики.
За время войны совершил 19 боевых вылетов на истребителях Як-9 и Ла-5 на патрулирование и разведку войск противника.
После войны продолжал командовать 125-й истребительной авиационной дивизией ПВО (в городе Каунас, Литва). В 1947 году окончил Курсы усовершенствования командиров и начальников штабов авиадивизий при Военно-воздушной академии (Монино). С ноября 1949 года обучался в Высшей военной академии имени К. Е. Ворошилова, но в феврале 1950 года был вынужден прекратить обучение по состоянию здоровья и уйти с лётной работы.
С августа 1950 года — начальник командного пункта 37-го истребительного авиационного корпуса ПВО (в городе Моршанск Тамбовской области), с сентября 1951 года — заместитель начальника штаба по Главному пункту Управления истребительной авиации Войск воздушной обороны приграничной линии. С мая 1953 — помощник начальника Управления воздушной обороны ВВС, с июля 1954 — заместитель начальника штаба по Центральному командному пункту Штаба Войск ПВО страны, с мая 1955 года — заместитель начальника штаба по боевому управлению Штаба Войск ПВО страны.
С ноября 1955 года генерал-майор авиации В. В. Зеленцов — в запасе. Жил в Москве. Умер 20 июля 1978 года. Похоронен на Ваганьковском кладбище (9 уч.).

## Воинские звания
- капитан (14.05.1936)
- майор (12.02.1938)
- полковник (2.09.1940)
- генерал-майор авиации (11.05.1949)

## Награды
- Медаль «Золотая Звезда» Героя Советского Союза (7.04.1940);
- 2 ордена Ленина (1940, 1954);
- 2 ордена Красного Знамени (1942, 1949);
- орден Отечественной войны 1-й степени (1943);
- 2 ордена Красной Звезды (1940, 1944);
- медали.